# Fuentespina
Fuentespina ist ein Ort und eine Gemeinde (municipio) mit 816 Einwohnern (Stand: 2024) im Zentrum der Provinz Burgos in der Autonomen Gemeinschaft Kastilien und León. Fuentespina liegt in der Comarca und der Weinbauregion Ribera del Duero.

## Lage und Klima
Die Gemeinde Fuentespina liegt etwa 75 Kilometer südlich der Provinzhauptstadt Burgos in einer Höhe von ca. 831 m.
Durch die Gemeinden führen die Autobahnen A-1 und A-11.
Das Klima ist gemäßigt bis warm; Regen (ca. 514 mm/Jahr) fällt übers Jahr verteilt.

## Sehenswürdigkeiten
- Michaeliskirche (Iglesia de San Miguel)
- Einsiedelei del Padre Eterno o de la Santísima Trinidad, 1719 erbaute Barockeinsiedelei, seit 1992 Monumento nacional

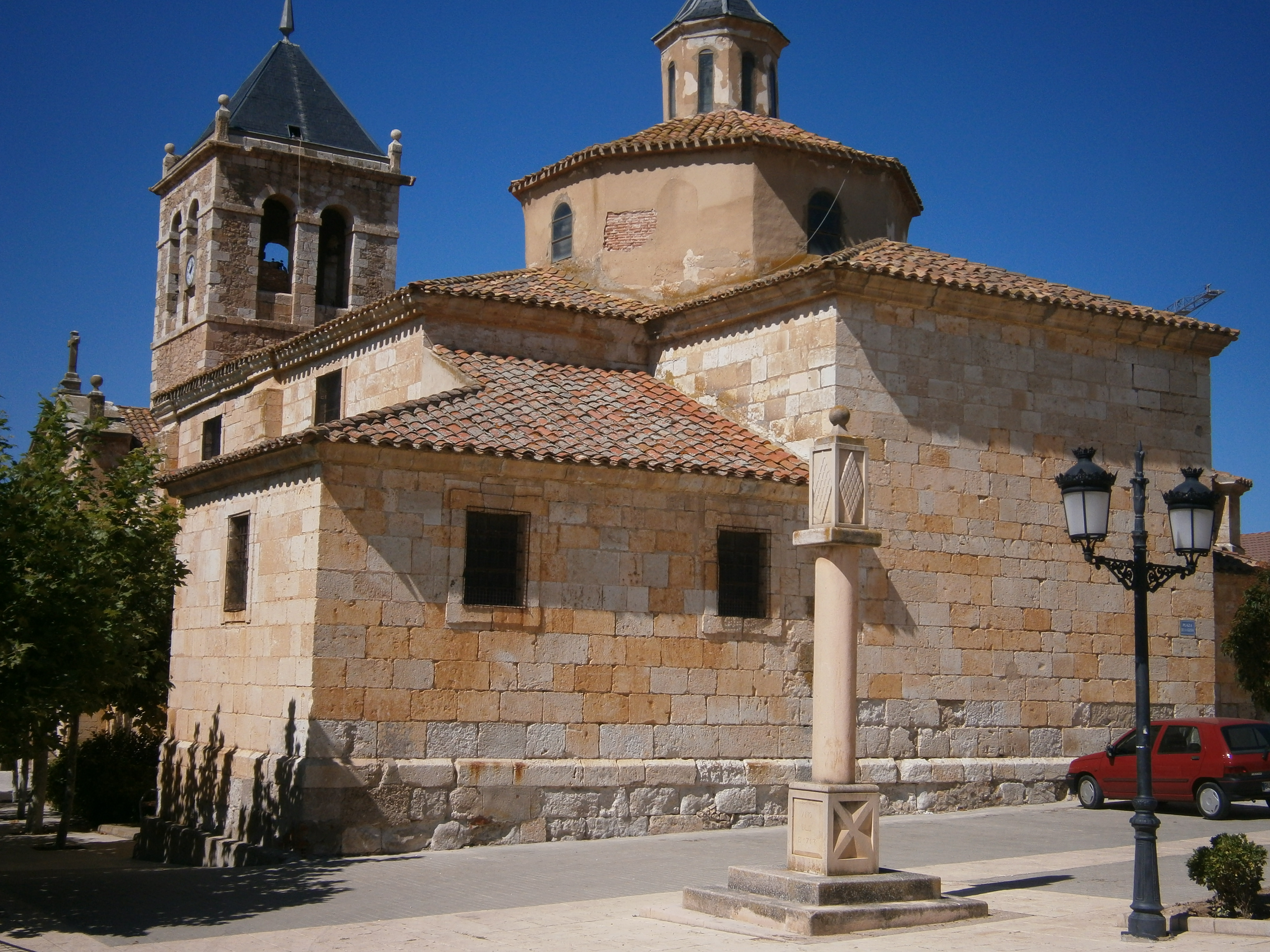
Michaeliskirche
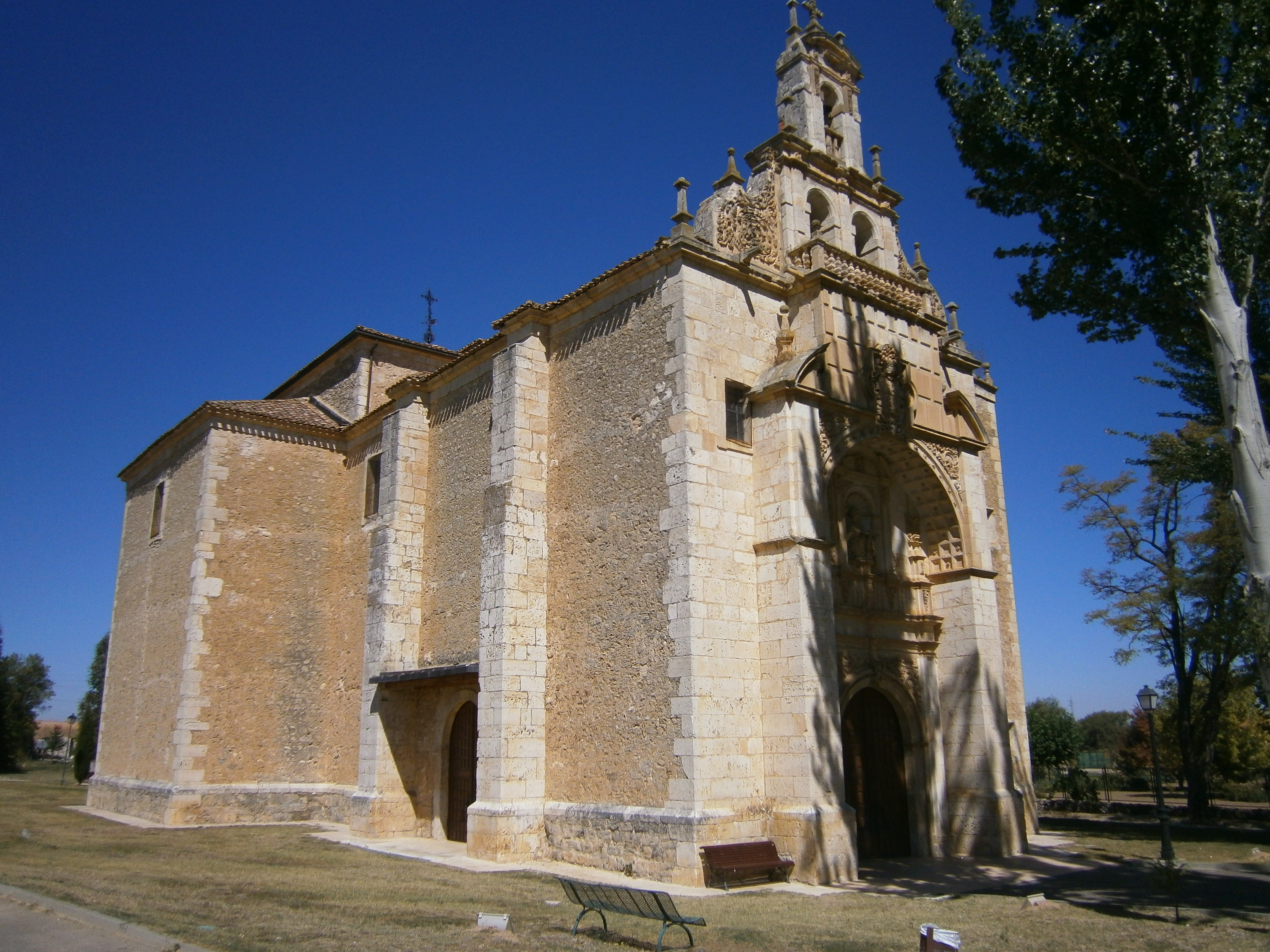
Einsielei